# Římskokatolická farnost Číměř
Římskokatolická farnost Číměř je územním společenstvím římských katolíků v rámci jindřichohradeckého vikariátu českobudějovické diecéze.

## O farnosti

### Historie
Plebánie v Číměři je doložena roku 1359. V 16. století zanikla a vesnice byla přifařena k Horní Pěně. Roku 1774 byla v Číměři zřízena lokální duchovní správa, povýšená roku 1857 na samostatnou farnost. Ta přestala být ve 20. století obsazována sídelním duchovním správcem.

### Současnost
Farnost nemá v současnosti sídelního duchovního správce, a je administrována ex currendo z Nové Bystřice.
| Kostel           | Místo | Bohoslužba             | Bohoslužba             | Poznámka     |
| ---------------- | ----- | ---------------------- | ---------------------- | ------------ |
| Kostel sv. Jiljí | Číměř | sobota                 | 15.00                  | farní kostel |
| Kaple sv. Anny   | Sedlo | neslouží se pravidelně | neslouží se pravidelně | obecní kaple |